# Außerordentliche Wahl zum Senat der Vereinigten Staaten in Hawaii 2014
Die außerordentliche Wahl des Senatssitzes der Klasse III im US-Bundesstaat Hawaii fand am 4. November 2014 statt.
Brian Schatz gewann die Wahl und ist damit einer von zwei Senatoren im Senat der Vereinigten Staaten für Hawaii.

## Hintergrund
Hawaiis Senatssitz der Klasse III wurde bei der Wahl des US-Senats 2010 von Daniel Inouye gewonnen und ihm bis zum Jahr 2017 übertragen. Da Inouye am 17. Dezember 2012 verstarb, war eine Neubesetzung notwendig.
Der demokratische Gouverneur Hawaiis, Neil Abercrombie, ernannte bis zur außerordentlichen Wahl eines Nachfolgers den Demokraten Brian Schatz zum Nachfolger im US-Senat. Schatz wurde am 26. Dezember 2012 vereidigt.

## Ergebnis
Bei der Sonderwahl („special election“) am 4. November 2014 entfielen 69,8 % auf den demokratischen Amtsinhaber Brian Schatz, 27,7 % auf den republikanischen Herausforderer Campbell Cavasso.